# Meromacroides meromacriformis
Meromacroides meromacriformis är en tvåvingeart som först beskrevs av Mario Bezzi 1915.  Meromacroides meromacriformis ingår i släktet Meromacroides och familjen blomflugor.
Artens utbredningsområde är Uganda. Inga underarter finns listade i Catalogue of Life.